# たこ焼道楽わなか
たこ焼道楽わなか（たこやきどうらく わなか）は、株式会社和なかが運営するたこ焼を製造・販売するチェーン店である。

## 概要
1961年に現在の千日前本店の場所で、和中徹（現会長）の父が寿司屋の後に菓子屋を創業。1986年に菓子屋の軒先で和中徹がたこ焼屋「わなか千日前本店」をオープンする。2011年、株式会社和なかを設立。「とおるちゃん」という和中徹会長のイメージキャラクターがいる。
「ミシュランガイド京都・大阪」にビブグルマンとして2016年・2017年・2018年と千日前本店が連続掲載された。
セレッソ大阪のゴールドスポンサーを務める。「e-sports YUBIWAZA CUP」のスポンサーでもある。
2019年4月13日 - 14日、イベント「おおさか たこ焼ジャンボリー」第1回を天王寺公園エントランスエリア「てんしば」で主催した。第2回は2020年3月28日 - 29日に開催が予定されていたが、コロナ禍の影響で延期された。

## 主なメニュー

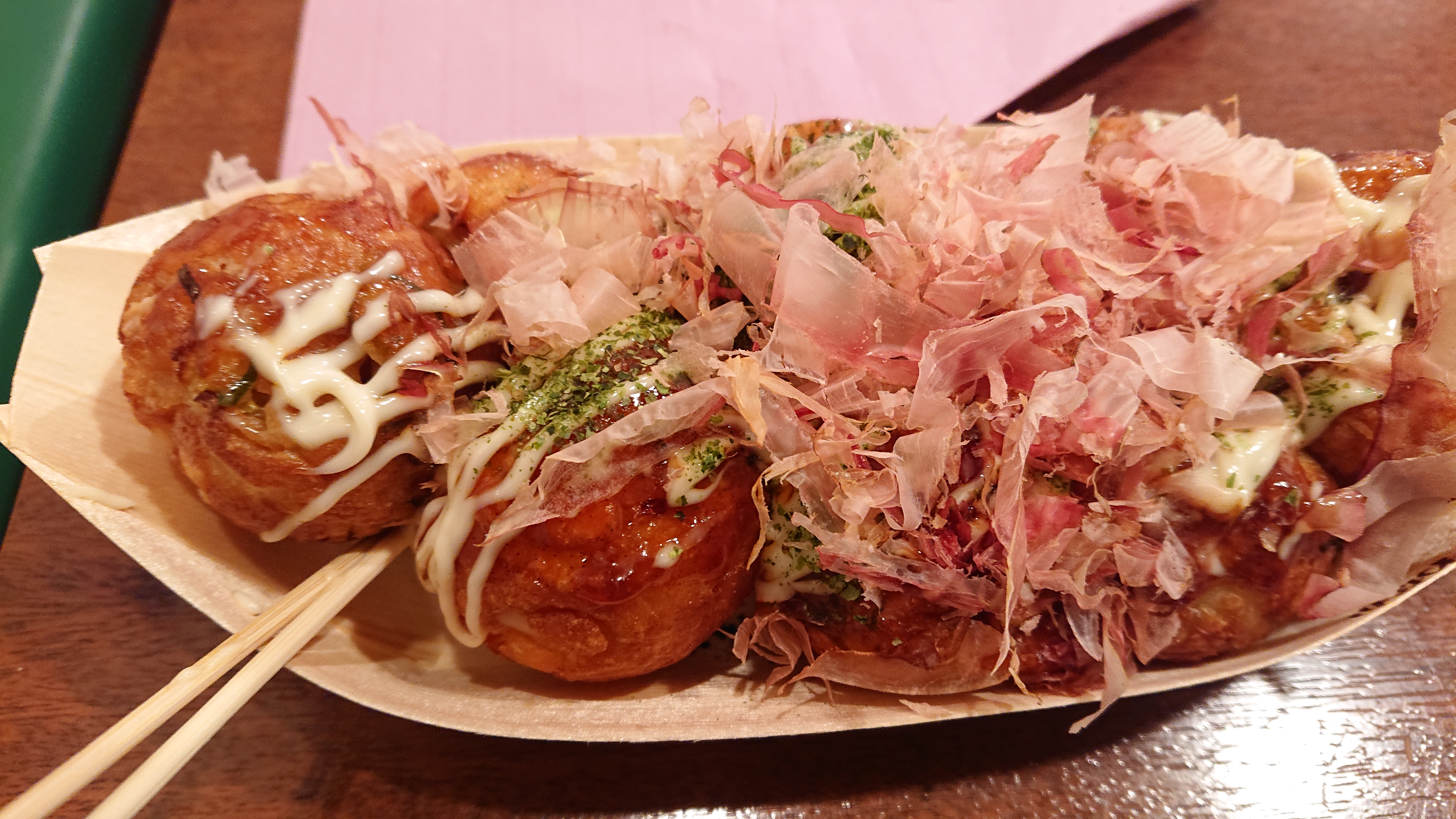
「たこ焼道楽わなか」のたこ焼き（ソース）

たこ焼き
味付けは、ソース・釜炊き塩・醤油・ピリ辛ソースの中から選べる。
味のばらつきをなくすため、粉やダシのブレンドは、独自のレシピを伝えた上で外注している。焼き方は細かい部分まで言語化し、焼き手による差が出ないようにしている。
たこせん
えび煎餅にたこ焼3個をはさんでいる。ソースマヨネーズ味。
おおいり
仕切られた皿に4種類のたこ焼が入っている。
たこポン
ポン酢の味付け。
わんこだこ
あたたかい出汁で食べる明石焼き風たこ焼。
各店舗の限定メニューもある。
たこ焼の素・濃厚ソース・天かすなどをセットにした「たこ焼セット」をオンラインショップで販売している。

## 店舗

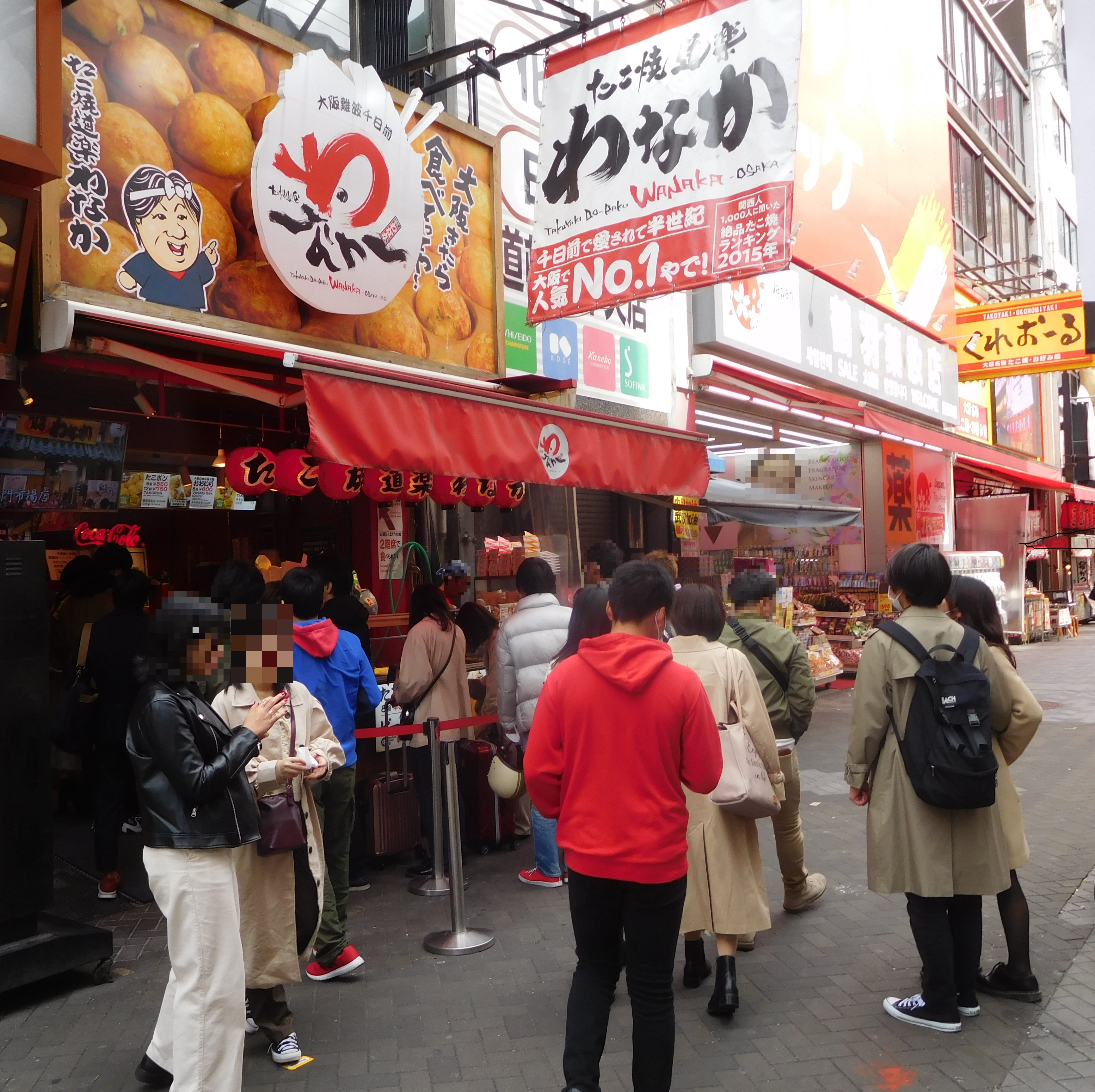
道頓堀店

大阪市を中心に19店舗を展開している。味やサービスの質を一定に保つため直営にこだわり、フランチャイズ（FC）による運営店舗は1店を残し閉店している。
- 千日前本店 - わなかのたこ焼発祥の地、なんばグランド花月のそばにある[3]。
- アメリカ村店
- なんば店
- 天四店
- 黒門市場店
- 新大阪駅店
- 道頓堀店
- 蛸薬師わなか（京都府京都市中京区）
- 大阪城公園店 - わなか初の自分でたこ焼が焼ける店
- ららぽーと堺店
- ららぽーと門真店
- 大分店（パークプレイス大分 大分県大分市）
- 福岡店（木の葉モール橋本 福岡県福岡市西区）
- ららぽーと福岡店（福岡県福岡市博多区）
- 北海道ボールパーク店 (北海道北広島市)
- 蛸地蔵店（岸和田市 FC）

## 提供番組
- 『たこ焼道楽わなか presents たこ焼ベースボールパーク』MBSラジオ、2020年4月 - 、毎週日曜21:30 - 22:00[5]
  - 出演者：和中徹（会長）、馬野雅行（MBSアナウンサー）、MBS野球解説者（亀山つとむ、八木裕、藪恵壹）、たこやきレインボー（堀くるみ、根岸可蓮、春名真依、彩木咲良、清井咲希）
- 『たこ焼道楽わなか presents たこ焼きベースボールパーク シーズン2』MBSラジオ、2025年7月 - 、毎週月曜18:45 - 19:00
  - 出演者：和中徹（会長）、森本栄浩、MBS野球解説者、NMB48メンバー
- 『たこ焼道楽わなか Presents ガチンコ！最強たこ焼き列伝！』
- 『たこ焼道楽わなか Presents ガチンコ！最強たこ焼き列伝！シーズン2』